# Ian McMillan (poeta)
Ian McMillan  (Darfield, 21 de janeiro de 1956) é um poeta, jornalista, dramaturgo e locutor inglês . Ele é conhecido por seu sotaque forte e característico de Yorkshire e seu estilo de entrevista incisivo e amigável em programas como The Verb da BBC Radio 3.